# Arian Foster
Pour les articles homonymes, voir Foster.
(en) Statistiques sur pro-football-reference
Arian Foster, né le 24 août 1986 à Albuquerque (Nouveau-Mexique), est un joueur américain de football américain ayant évolué au poste de running back.
Il a joué huit saisons dans la National Football League (NFL) pour les Texans de Houston (2009 à 2015) et les Dolphins de Miami

## Biographie

### Carrière universitaire
Étudiant à l'université du Tennessee, il a joué pour les Volunteers du Tennessee de 2005 à 2008.

### Carrière professionnelle
Non sélectionné par une équipe lors de la draft 2009 de la NFL, il signe alors avec les Texans de Houston. Arian intègre d'abord l'équipe réserve (practice squad), avant de rejoindre l'équipe principale. Après de bonnes performances en fin de saison 2009, Foster confirme en faisant un très bon début de saison 2010. 
Foster a connu à Houston une carrière remarquable, mais entrecoupée de nombreuses blessures. Il rate ainsi 3 matchs en 2011, 8 matchs en 2013, 3 match en 2014 et 12 matchs en 2015 (pour des saisons de 16 matchs). C'est une rupture au talon d'Achille dès octobre qui le maintient hors des terrains lors de la majorité de la saison 2015.  
Foster est libéré par les Texans de Houston le 3 mars 2016. Il finit sa carrière à Houston avec 6 472 yards à la course et 54 touchdowns (records de la franchise).
Le 18 juillet 2016, Foster signe un contrat d'un an avec les Dolphins de Miami.

### Vie privée
Il incarne en 2013 son propre rôle dans un épisode de la série Hawaï 5-0, notamment dans l'épisode 17 de la saison 3.

## Statistiques
| Année  | Équipe            | MJ     |       | Courses | Courses | Courses | Courses |       | Passes réceptionnées | Passes réceptionnées | Passes réceptionnées | Passes réceptionnées |
| Année  | Équipe            | MJ     | Nb.   | Yards   | Moy.    | TD      | Nb.     | Yards | Moy.                 | TD                   |                      |                      |
| 2009   | Texans de Houston | 6      | 54    | 257     | 4,8     | 3       | 8       | 93    | 11,6                 | 0                    |                      |                      |
| 2010   | Texans de Houston | 16     | 327   | 1 616   | 4,9     | 16      | 66      | 604   | 9,2                  | 2                    |                      |                      |
| 2011   | Texans de Houston | 13     | 278   | 1 224   | 4,4     | 10      | 53      | 617   | 11,6                 | 2                    |                      |                      |
| 2012   | Texans de Houston | 16     | 351   | 1 424   | 4,1     | 15      | 40      | 217   | 5,4                  | 2                    |                      |                      |
| 2013   | Texans de Houston | 8      | 121   | 542     | 4,5     | 1       | 22      | 183   | 8,3                  | 1                    |                      |                      |
| 2014   | Texans de Houston | 13     | 260   | 1 246   | 4,8     | 8       | 38      | 327   | 8,6                  | 5                    |                      |                      |
| 2015   | Texans de Houston | 4      | 63    | 163     | 2,6     | 1       | 22      | 227   | 10,3                 | 2                    |                      |                      |
| 2016   | Dolphins de Miami | 4      | 22    | 55      | 2,5     | 0       | 6       | 78    | 13                   | 0                    |                      |                      |
| Totaux | Totaux            | Totaux | 1 476 | 6 527   | 4,4     | 54      | 255     | 2 346 | 9,2                  | 14                   |                      |                      |